# Голиця
Голи́ця — село Василівської сільської громади Болградського району Одеської області в Україні. Знаходиться в історичній області Буджак. Станом на 2013 рік населення становить приблизно 650 осіб. Переважно болгари за національністю, а також є небагато українців, росіян, молдован. В селі функціонує загальноосвітня школа, у якій навчаються приблизно 60-70 учнів. В 70-ті роки 19 сторіччя була зведена Свято-Дмитрівська церква, яка збирає віруючих і по сей день.

## Історія
Село було збудовано болгарами-переселенцями з Варнінської області (сучасна Болгарія) у 1830 році. Після закінчення Російсько-турецької війни 1828—1829 роках, влада Туреччини почала масові репресії в Болгарії, за те що допомагали російській армій, і тому люди були змушені переселятись на дозволених владою Російської імперій територіях, а саме на півдні сучасної України.
За даними 1859 року у болгарській колонії Голиця (Каранфіл, Карамарин) Аккерманського повіту Бессарабської області мешкало 749 осіб (389 чоловічої статі та 360 — жіночої), налічувалось 130 дворових господарств, існували православна молитовний будинок та застава прикордонної варти.
Станом на 1886 рік у болгарській колонії Кубейської волості мешкало 1288 осіб, налічувалось 204 дворових господарств, існували православна церква, школа та 2 лавки.
За переписом 1897 року кількість мешканців зросла до 1882 осіб (1005 чоловічої статі та 873 — жіночої), з яких 1861 — православної віри.
12 червня 2020 року, відповідно до Розпорядження Кабінету Міністрів України від № 724-р «Про визначення адміністративних центрів та затвердження територій територіальних громад Одеської області», увійшло до складу Василівської сільської територіальної громади.
19 липня 2020 року, в результаті адміністративно-територіальної реформи і ліквідації Болградського (1940  – 2020) району, село увійшло до складу новоутвореного Болградського району.

## Населення
Згідно з переписом 1989 року населення села становило 1827 осіб, з яких 867 чоловіків та 960 жінок.
За переписом населення 2001 року в селі мешкало 1456 осіб.

### Мова
Розподіл населення за рідною мовою за даними перепису 2001 року:
| Мова       | Відсоток |
| ---------- | -------- |
| болгарська | 91,63 %  |
| українська | 2,92 %   |
| російська  | 2,92 %   |
| молдовська | 1,26 %   |
| гагаузька  | 0,53 %   |
| вірменська | 0,4 %    |
| білоруська | 0,07 %   |